# Plastics Review
Plastics Review - ogólnopolski miesięcznik branżowy poświęcony branży tworzyw sztucznych, wydawany przez wydawnictwo Business Image.

## Historia
Ukazuje się od maja 2000 r. – najpierw jako dwumiesięcznik, a od stycznia 2001 r. jako ogólnopolski miesięcznik. Redakcja od początku mieści się w Warszawie. Aktualnie znajduje się przy ul. Opaczewskiej 43.

## Profil
Plastics Review jest pismem poświęconym branży tworzyw sztucznych. Pismo kierowane jest przede wszystkim do kadry zarządzającej i menedżerów. Zajmuje się analizą rynku tworzyw sztucznych w Polsce, trendami rynkowymi, nowościami technologicznymi z zakresu przetwórstwa tworzyw sztucznych oraz problematyką samego przetwórstwa (dział: "Rozwiązywanie Problemów w Przetwórstwie").

## Stałe rubryki
- Plastics News
- Rynki Tworzyw
- Technologie Polimerów
- Maszyny, Narzędzia, Urządzenia
- Poradnik Compoundingu
- Rozwiązywanie Problemów w Przetwórstwie
- Targi, Sympozja, Konferencje